# Blechnum gibbum
Blechnum gibbum är en kambräkenväxtart som först beskrevs av Lab., och fick sitt nu gällande namn av Georg Heinrich Mettenius. Blechnum gibbum ingår i släktet Blechnum och familjen Blechnaceae. Inga underarter finns listade.

## Bildgalleri

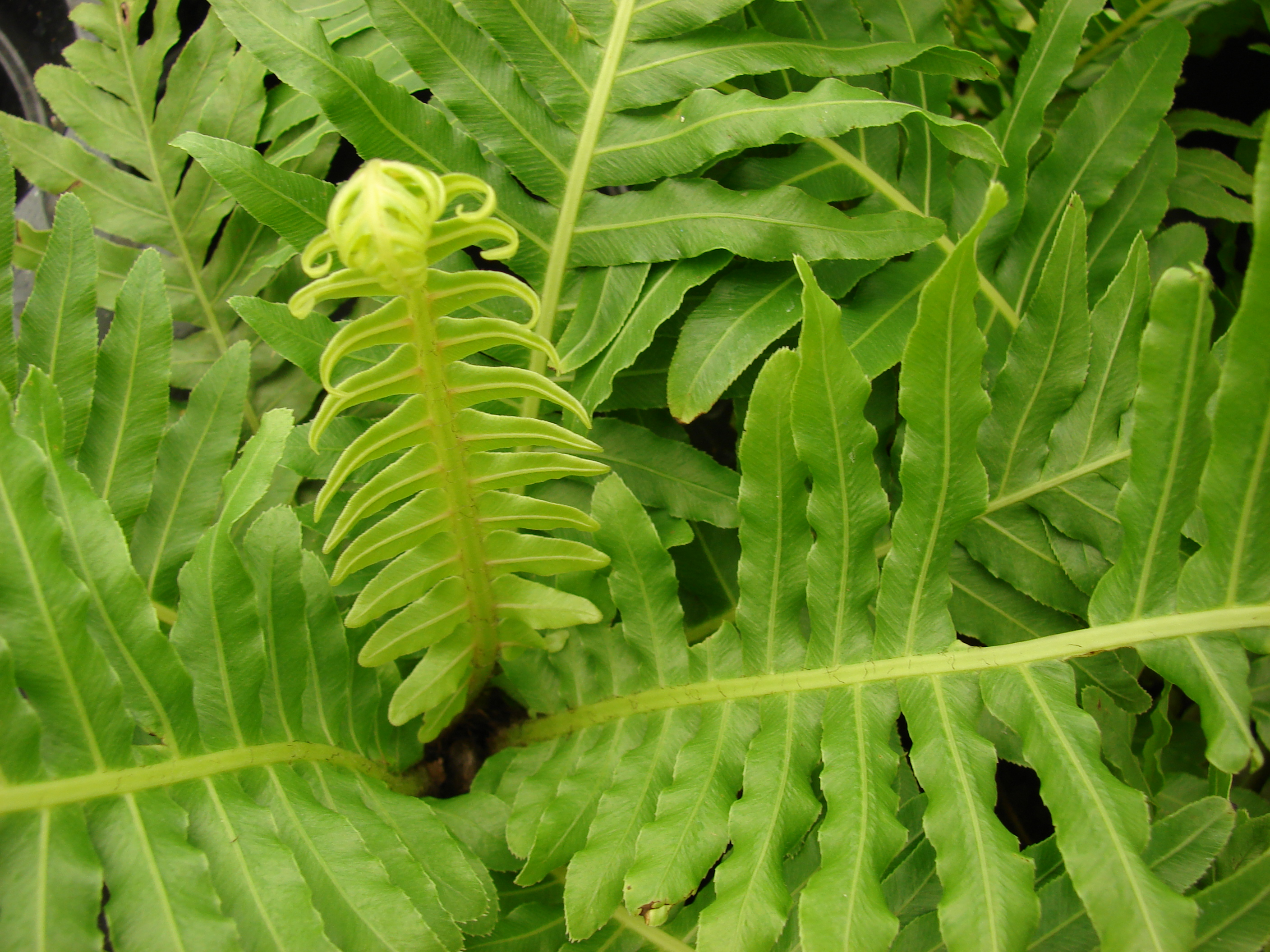